# Verdi, Kalifornien
Verdi är en ort i Sierra County, Kalifornien, USA.